# Cromwell Everson
Cromwell Everson (født 28. september 1928 i Beaufort West – død 11. juni 1991 i Durban, Sydafrika) var en sydafrikansk komponist og Lærer.
Everson var den første sydafrikaner der skrev en opera. 
Han blev uddannet og fik sin doktorgrad på Stellenbosch Universitet. 
Han har skrevet en symfoni, opera, orkesterværker, kammermusik, korværker, elektronisk musik og sange. 

## Udvalgte værker
- Symfoni (ufuldendt) (1953) - for orkester
- Clytemnestra (1967) – Afrikaans opera
- Senzule dans (1961) – for kammerorkester
- Maria (1949) - for sopran og klaver
- De mærkelige dage (1949) - for sopran og klaver
- Herre, vær barmhjertig (1952) - for kor